# BRAND NEW TOMORROW (TRFの曲)
「BRAND NEW TOMORROW」（ブランド・ニュー・トゥモロウ）は、1995年10月25日にavex traxよりリリースされたtrfの11枚目のシングル。

## 解説
テレビ東京系ドラマ「クリスマスキス〜イブに逢いましょう」、CM「ユニクロ」のタイアップ曲。「CRAZY GONNA CRAZY」から「Overnight Sensation 〜時代はあなたに委ねてる〜」までの3ヶ月連続シングルリリース後、7ヶ月振りに発売された。
前作までの曲調とはまた変わり、今までのTRFの楽曲から比べるとキーの高い曲となっている。SAM曰く、前作（Overnight Sensation〜時代はあなたに委ねてる〜)まで独特だったが、この曲は普通の曲だったので振り付けに戸惑ったと当時語っている。
ジャケットにはメンバーは写っておらず、ドアを模したシンプルなデザインとなっている。
3曲目の「TV MIX」は1曲目「ORIGINAL MIX」のバックトラックだが、ミックスがやや異なっている。明確な差異としては、1番Bメロからサビにかけてのパーカッションパートの有無が挙げられる。
2006年11月29日に12cmシングル廉価版として再発売された。
華原朋美がコーラスで参加。2014年3月12日発売アルバム『MEMORIES -Kahara Covers-』でカバーしている。

## 収録曲
作詞・作曲・編曲：小室哲哉
1. BRAND NEW TOMORROW [ORIGINAL MIX]   (5:29)
2. BRAND NEW TOMORROW [J.V.N. MIX]           (8:15)
3. BRAND NEW TOMORROW [TV MIX]                (5:27)

## 収録アルバム
- 『BRAND NEW TOMORROW』
※ Album Versionとして収録
- 『WORKS -THE BEST OF TRF-』
- 『TRF 15th Anniversary BEST -MEMORIES-』
- 『TRF 20TH Anniversary COMPLETE SINGLE BEST』